# Haberturm

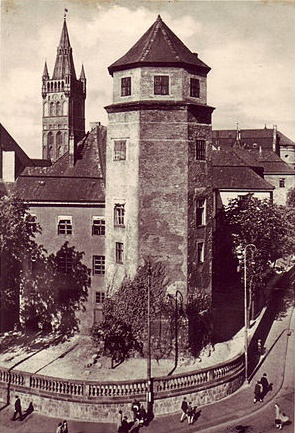
Haberturm

Der achteckige Haberturm war einer der ältesten Teile vom Königsberger Schloss.

## Geschichte
Die Befestigungs- und Burgbauarbeiten des Ordens begannen bald nach der Besitzergreifung des Bergplateaus im Jahre 1255. Zunächst wurde eine Erdwallburg erbaut, die auch später noch den Charakter einer Vorburg behielt. Gleichzeitig wurde aber auch mit der Hauptburg begonnen, die so wehrhaft war, dass sie im großen Prußenaufstand von 1260 einer dreijährigen Belagerung standhielt. Nach der Schlacht an der Durbe begann man mit dem Ausbau einer doppelten Ringmauer, die durch neun Wehrtürme unterbrochen wurde. Von diesen Türmen hatte sich bis zur Zerstörung des Schlosses nur der an der nordöstlichen Ecke gelegene Haberturm in seiner ursprünglichen Form erhalten. Eine Tonplatteninschrift besagte, dass er vom samländischen Vogt Dietrich von Liedelau (1278–1292) erbaut worden war. Das Herzog-Albrecht-Denkmal in doppelter Lebensgröße wurde von Friedrich Reusch ausgeführt und 1891 im Beisein des Kaiserpaares am Haberturm enthüllt. 1935 wurde es aus „verkehrstechnischen“ Gründen an den Turm des Kürschners verbannt. Die Replik steht heute auf dem (eingeebneten) Kneiphof.

## Beschreibung
An der nordöstlichen Ecke gelegen, flankierte er das Gebäude zur Schlossstraße und zum Münzplatz hin. Er bildete damit den recht markanten Turm des Münzplatzes und war auch vom angrenzenden Schlossteich gut zu sehen. Als einziger erhaltener Eckturm war er an die schon bestehende Wehrmauer, wohl gleichzeitig mit dem hofseitig an die Mauer gebauten Kornhaus (Oberlandesgericht), von außen angesetzt. Auf einem unter der Erdoberfläche liegenden, rund 50 Zentimeter vorspringenden Fundamentbankett erhob sich ein Erdgeschoss aus Feldsteinmauerwerk, darüber der Turm aus Ziegeln. Der Grundriss ist ein etwas unregelmäßiges Achteck. Die ursprüngliche Geschossteilung ging – abgesehen von dem tonnengewölbten Erdgeschoss – über die Zeit verloren. Später erfolgte der Einbau von Treppen, die, zum Teil in der Mauer liegend, die Zugänge zum Oberlandesgericht Königsberg bildeten. Unmittelbar vor dem Turm stand das Herzog-Albrecht-Denkmal. Daneben stand der Albrechtsbau, in dem das Oberlandesgericht untergebracht war.